# Peter Budaj
Peter Budaj (* 18. September 1982 in Banská Bystrica, Tschechoslowakei) ist ein ehemaliger slowakischer Eishockeytorwart und derzeitiger -trainer. Während seiner aktiven Karriere bestritt er zwischen 2005 und 2018 unter anderem 368 Spiele für die Colorado Avalanche, Canadiens de Montréal, Los Angeles Kings und Tampa Bay Lightning in der National Hockey League. Zudem stand er regelmäßig in der American Hockey League auf dem Eis und absolvierte auch dort über 200 Partien. Mit der slowakischen Nationalmannschaft nahm er unter anderem an den Olympischen Winterspielen 2006, 2010 und 2014 teil.

## Karriere
Peter Budaj begann seine Karriere in seiner Heimatstadt Banská Bystrica, wo er bis 1999 bei den Junioren spielte. 1999 wechselte er in die kanadische Juniorenliga Ontario Hockey League zu den Toronto St. Michael’s Majors, die ihn beim CHL Import Draft des Jahres an 54. Stelle gezogen hatten. Nach seinem zweiten Jahr in Nordamerika wurde er im NHL Entry Draft 2001 von den Colorado Avalanche in der zweiten Runde an Position 63 ausgewählt. Nach einem weiteren Jahr in der OHL wechselte Budaj 2002 zu den Hershey Bears, dem AHL-Farmteam von Colorado. Dort absolvierte er die Saison 2002/03 als Back-up-Goalie hinter Philippe Sauvé, ehe er ab der Saison 2003/04 Stammtorhüter war.
Nach insgesamt drei Jahren bei den Hershey Bears gab er am 8. Oktober 2005 sein Debüt bei den Colorado Avalanche in der National Hockey League gegen die Dallas Stars. Colorado gewann das Spiel mit 3:2 und Budaj parierte 16 von 18 Schüssen. Er profitierte davon, dass während der Saison Stammtorhüter David Aebischer für José Théodore zu den Montréal Canadiens transferiert wurde. Théodore verletzte sich darauf und Budaj wurde für einige Wochen Stammtorhüter. Insgesamt absolvierte er in der Saison 2005/06 34 Spiele. Zu Beginn der Saison 2006/07 war Budaj die Nummer zwei hinter Théodore, doch Théodore schwächelte und Budaj brachte gute Leistungen, sodass er zwischenzeitlich die Nummer eins war.
Zur Saison 2011/12 wechselte Budaj innerhalb der NHL zu den Canadiens de Montréal. Nach drei Jahren in Montréal wurde Budaj gemeinsam mit Patrick Holland an die Winnipeg Jets abgegeben, die ihrerseits Eric Tangradi zu den Canadiens transferierten. Budaj wurde noch am gleichen Tag über den Waiver an die St. John’s IceCaps in die AHL abgegeben. Im Anschluss wurde sein auslaufender Vertrag nicht verlängert, sodass er sich im August 2015 der Saisonvorbereitung der Los Angeles Kings anschloss; dies allerdings mit einem Probevertrag (professional tryout contract). Daraus wurde im Oktober 2015 ein fester Einjahresvertrag, wobei er nahezu ausschließlich in der AHL bei den Ontario Reign eingesetzt wurde. Dort dominierte er allerdings die AHL und führte die Liga nach der regulären Saison in Siegen (42), Shutouts (9), Fangquote (93,2 %) und Gegentorschnitt (1,75) an. Somit erhielt er den Harry „Hap“ Holmes Memorial Award sowie den Aldege „Baz“ Bastien Memorial Award als bester Torwart der Liga und wurde außerdem ins First All-Star Team gewählt. Bereits im März 2016 wurde der Vertrag des Slowaken daher um ein Jahr verlängert. Aufgrund der Verletzung des etatmäßigen Stammtorwarts der Kings, Jonathan Quick, erhielt Budaj zu Saisonbeginn den Starterposten im Tor der Kings. Nach der Genesung Quicks Ende Februar 2017 wurde er gemeinsam mit seinem Landsmann Erik Černák und zwei Wahlrechten im NHL Entry Draft 2017 – davon ein konditionales und eines in der siebten Runde – für Ben Bishop und ein Fünftrunden-Wahlrecht im selben Draft zu den Tampa Bay Lightning transferiert.
Bei den Lightning konnte er sich gegenüber Louis Domingue nicht als zweiter Torhüter hinter Andrei Wassilewski durchsetzen, sodass er im Juni 2018 im Tausch für Andy Andreoff zu den Los Angeles Kings zurückkehrte. Dort stand er erneut überwiegend bei den Ontario Reign auf dem Eis und erklärte seine aktive Karriere nach der Spielzeit 2018/19 für beendete. Insgesamt hatte er in der NHL 368 Partien absolviert. Nach seinem Karriereende war er in der Saison 2021/22 im Trainerstab der Colorado Avalanche tätig, die in dieser Spielzeit den Stanley Cup gewann. Zum folgenden Spieljahr wurde er als Torwarttrainer der Colorado Eagles aus der AHL vorgestellt.

### International
Für die Slowakei nahm Budaj im Juniorenbereich an der U18-Junioren-Weltmeisterschaft 2000 sowie den U20-Junioren-Weltmeisterschaften 2001 und 2002 teil. Im Seniorenbereich stand er im Aufgebot seines Landes bei den Weltmeisterschaften 2008 und 2010 sowie bei den Olympischen Winterspielen 2006 in Turin und 2010 in Vancouver. Zudem vertrat er die Slowakei 2004 beim World Cup of Hockey.

## Erfolge und Auszeichnungen
| - 2002 OHL Second All-Star-Team - 2002 Niedrigster Gegentorschnitt der OHL - 2002 Beste Fangquote der OHL - 2007 Teilnahme am NHL YoungStars Game - 2007 NHL-Spieler des Monats März | - 2016 Teilnahme am AHL All-Star Classic - 2016 Harry „Hap“ Holmes Memorial Award - 2016 Aldege „Baz“ Bastien Memorial Award - 2016 AHL First All-Star Team |

## Karrierestatistik

### International
Vertrat die Slowakei bei:
| - U18-Junioren-Weltmeisterschaft 2000 - U20-Junioren-Weltmeisterschaft 2001 - U20-Junioren-Weltmeisterschaft 2002 - World Cup of Hockey 2004 - Olympischen Winterspielen 2006 | - Weltmeisterschaft 2008 - Olympischen Winterspielen 2010 - Weltmeisterschaft 2010 - Olympischen Winterspielen 2014 |

(Legende zur Torhüterstatistik: GP oder Sp = Spiele insgesamt; W oder S = Siege; L oder N = Niederlagen; T oder U oder OT = Unentschieden oder Overtime- bzw. Shootout-Niederlage; Min. = Minuten; SOG oder SaT = Schüsse aufs Tor; GA oder GT = Gegentore; SO = Shutouts; GAA oder GTS = Gegentorschnitt; Sv% oder SVS% = Fangquote; EN = Empty Net Goal; 1 Play-downs/Relegation; Kursiv: Statistik nicht vollständig)